# جون الكسندر أهل
جون الكسندر أهل (بالإنجليزية: John Alexander Ahl)‏ هو سياسي أمريكي، ولد في 16 أغسطس 1813 في الولايات المتحدة، وتوفي في 25 أبريل 1882. حزبياً، نشط في الحزب الديمقراطي. وقد انتخب عضو مجلس النواب الأمريكي.